# Saltonacris dichroa
Saltonacris dichroa är en insektsart som först beskrevs av Gerstaecker 1889.  Saltonacris dichroa ingår i släktet Saltonacris och familjen gräshoppor. Inga underarter finns listade i Catalogue of Life.